# Distrito Feliciano (departamento Feliciano)
Feliciano es un distrito argentino del departamento Feliciano, perteneciente a la provincia de Entre Ríos.

## Historia
Hacia finales del siglo XIX, el distrito ya pertenecía al departamento Feliciano. Aparece descrito en el Diccionario geográfico argentino de Francisco Latzina con las siguientes palabras:

Feliciano, 4) distrito del departamento del mismo nombre; Entre Ríos. Confina al Norte con el distrito Basualdo (arroyo Feliciano); al Este con el de Tatutí (departamento Federación); al Sud con el de Atencio al Este (departamento Federación), y al Oeste con el de Atencio (arroyo Atencio).
(Latzina, 1899, p. 226)